# Eastpark
Az Eastpark 2002-ben a hazai internetes szcéna első magyar nyelvű animációs sorozata volt. Korát megelőzve a videómegosztó oldalak megjelenése előtt korabeli szűkös online közösségekben igen népszerű volt.[forrás?]
Az EastPark már nevében is vállalta, hogy ihletforrásként a South Park című amerikai animációs sorozat szolgált.[forrás?]
2002. október 14-én került ki az Index főoldalára főhírként, hogy ingyenesen letölthető. 
Négy akkori fiatal volt a főszereplő, akik egy helyen dolgoznak, valamiféle számítógépes munkát végeznek, ha nem éppen teljesen mást csinálnak a munka helyett.
Az első rész az Erzsébet híd 2002-es blokádját dolgozta fel. 
A második rész 2002 decemberében készült el, ez egy karácsonyi epizód volt, ami a karácsonyt övező vásárlási lázzal foglalkozott.
A harmadik rész 2004 áprilisában lett letölthető, ez az előző kettő résznél jóval hosszabb, a négy főszereplő vidékre utazik vonattal, hogy ott leleplezzen egy varázshalomnak nevezett, állítólag gyógyító energiával rendelkező helyet.
A negyedik rész 2005 decemberében egy újabb karácsonyi rész, ez volt a legrövidebb.
2011-ben az Index beválogatta az évtized webes videói közé.